# Tawfiq Nwaiser
Tawfiq Nwaiser –en árabe, توفيق نويصر– (nacido el 23 de noviembre de 1965) es un deportista jordano que compitió en taekwondo. Ganó dos medallas en los Juegos Asiáticos en los años 1986 y 1994, y una medalla en el Campeonato Asiático de Taekwondo de 1990.

## Palmarés internacional
| Juegos Asiáticos    | Juegos Asiáticos     | Juegos Asiáticos  | Juegos Asiáticos |
| Año                 | Lugar                | Medalla           | Categoría        |
| ------------------- | -------------------- | ----------------- | ---------------- |
| 1986                | Seúl (Corea del Sur) | Medalla de plata  | +83 kg           |
| 1994                | Hiroshima (Japón)    | Medalla de bronce | +83 kg           |
| Campeonato Asiático |                      |                   |                  |
| Año                 | Lugar                | Medalla           | Categoría        |
| 1990                | Taipéi (Taiwán)      | Medalla de oro    | +83 kg           |